# Colombia ai XXIV Giochi olimpici invernali
La Colombia ha partecipato ai XXIV Giochi olimpici invernali, che si sono svolti dal 4 al 20 febbraio 2022 a Pechino in Cina, con una delegazione composta da 3 atleti.

## Delegazione
| Sport                   | Uomini | Donne | Totale |
| ----------------------- | ------ | ----- | ------ |
| Pattinaggio di velocità | -      | 1     | 1      |
| Sci alpino              | 1      | -     | 1      |
| Sci di fondo            | 1      | -     | 1      |
| Totale                  | 2      | 1     | 3      |

## Risultati

### Pattinaggio di velocità
| Atleta      | Evento               | Semifinale | Semifinale | Semifinale | Finale          | Finale          | Finale          |
| Atleta      | Evento               | Punti      | Tempo      | Posizione  | Punti           | Tempo           | Posizione       |
| ----------- | -------------------- | ---------- | ---------- | ---------- | --------------- | --------------- | --------------- |
| Laura Gómez | Mass start femminile | 0          | 8'31"66    | 11ª        | Non qualificata | Non qualificata | Non qualificata |

### Sci alpino
| Atleta          | Evento                   | Tempo     | Tempo     | Tempo   | Posizione |
| Atleta          | Evento                   | 1ª manche | 2ª manche | Totale  | Posizione |
| --------------- | ------------------------ | --------- | --------- | ------- | --------- |
| Michael Poettoz | Slalom gigante maschile  | 1'12"83   | 1'17"19   | 2'30"02 | 31º       |
| Michael Poettoz | Slalom speciale maschile | DNF       | DNF       | DNF     | DNF       |

### Sci di fondo
| Atleta                 | Evento         | Totale  | Totale   | Totale    |
| Atleta                 | Evento         | Tempo   | Distacco | Posizione |
| ---------------------- | -------------- | ------- | -------- | --------- |
| Carlos Andrés Quintana | 15 km maschile | 55'41"9 | +17'47"1 | 95º       |